# 松平勝権
松平 勝権（まつだいら かつのり）は、江戸時代後期の大名。下総国多古藩6代藩主。官位は従五位下・相模守。

## 生涯
文化4年（1807年）5月26日、近江国彦根藩主・井伊直中の九男として誕生。多古藩5代藩主・松平勝升の婿養子となる。文政元年（1818年）に勝升が死去したため家督を継ぎ、11月16日に従五位下・相模守に叙位・任官する。文政9年（1826年）、はじめて領地入りの暇を得る。
大名として、江戸城各門の門番、将軍家の行事の際の通路警備（辻固め）などの課役を果たした。
天保元年（1830年）、江戸小石川西富坂上の上屋敷内に藩校「学問所」を創設した。
弘化3年（1846年）7月、元長崎唐大通事の神代徳次郎を預けられた。
嘉永元年（1848年）10月7日、病気を理由に家督を長男・勝行に譲って隠居する。慶応4年（1868年）閏4月23日に死去した。享年62。

## 系譜
- 父：井伊直中
- 母：橋本氏
- 養父：松平勝升
- 正室：寿美 - 松平勝升養女、松平全好の次女
- 生母不明の子女
  - 長男：久松勝行